# Fay-sur-Lignon
Fay-sur-Lignon is een gemeente in het Franse departement Haute-Loire (regio Auvergne-Rhône-Alpes) en telt 399 inwoners (1999). De plaats maakt deel uit van het arrondissement Le Puy-en-Velay.

## Geografie
De oppervlakte van Fay-sur-Lignon bedraagt 13,4 km², de bevolkingsdichtheid is 29,8 inwoners per km².
De onderstaande kaart toont de ligging van Fay-sur-Lignon met de belangrijkste infrastructuur en aangrenzende gemeenten.

## Demografie
Onderstaande figuur toont het verloop van het inwonertal (bron: INSEE-tellingen).